# Regenkugel

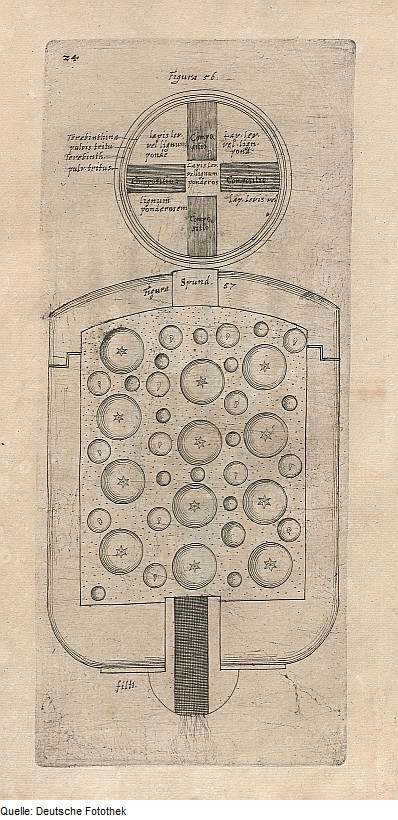
Kupferstich von 1657
Leuchtkugel (Fig. 56, oben)
Regenkugel (Fig. 57, unten)

Die Regenkugel, auch Türkische Regenkugel, Feuerregenkugel oder Feuerkugel, ist ein ehemaliges Kriegsgerät der Artillerie oder ein sogenannter Kriegsfeuerwerkskörper, der dazu diente, über einer Fläche kleine Brandsätze zu verteilen, um möglichst viel Schaden durch Brände zu verursachen. Sie wird im Deutschen Wörterbuch als „feuerkugel beim ernstfeuerwerk, die mit geschmolzenem zeuge, handgranaten und schlägen angefüllt ist.“ beschrieben und in Pierer’s Universal-Lexikon als „Türkische Regenkugel, von verschiedenen brennbaren Stoffen zusammengesetzte Kugeln, die gegen den Feind od. Gegenstände geschossen werden, welche man in Brand stecken will“

## Beschreibung
Die Verwendung, Herstellung und Zusammensetzung der Regenkugel wurde durch den Feuerwerker und Militärtechniker Michael Mieth im Zuge des Großen Türkenkriegs beschrieben. Der Name „Türkische Regenkugel“ leitet sich somit aus der angedachten Verwendung als Waffe gegen die Türken ab, wie er selbst beschreibt. „Diese Kugel nenne ich eine Türckische Regen-Kugel/weilen sie hoffentlich an diesen Bösewichtern zum erstenmal/ so mir Gott Leben gibt/ und Gnade verleiht/ applicieret werden soll […]“
Die Kugel enthielt neben geschmolzenen Bestandteilen auch Handgranaten und Schläge, die dazu dienten das Feuer auf einer großen Fläche zu verteilen und leicht entzündliche Gegenstände, Holz oder Stroh in Brand zu setzen.
Beispiel: Feines geschmolzenes Material wird mit dünnem Leim vermischt, so dass es eine teigartige Masse ergibt. Aus diesem Teig werden kleine Kugeln geformt, in Staubpulver gewälzt und getrocknet. Zusätzlich wird ein Zünder aus Papier hergestellt, und bestückt eine 8 Lot schwere Raketenhülse einen Zoll hoch mit Zündmaterial und füllt den Rest mit Kornpulver auf. In die Regenkugel wird zunächst eine Handvoll Pulver und anschließend die Zündrakete eingefügt, dann werden die kleinen Teigkugeln um den Zünder herum eingefüllt. Zwischen die Lagen werden Pulver und Feuerputzen gemischt, bis die Kugel gefüllt ist. Der Deckel der Kugel wird nun verleimt, so dass der Kopf des Zünders durch den Deckel reicht. Das Ganze wird nun mit Leintuch umleimt und getrocknet, zuletzt wird die Kugel in Harz oder Pech getaucht und mit einer Filzplatte versehen. Eine Regenkugel kann auch aus anderen Materialien aufgebaut und zusammengesetzt sein.